# Macrocentrum neblinae
Macrocentrum neblinae är en tvåhjärtbladig växtart som beskrevs av John Julius Wurdack. Macrocentrum neblinae ingår i släktet Macrocentrum och familjen Melastomataceae. Inga underarter finns listade i Catalogue of Life.